# 丁汝謙
丁汝謙（1540年—？），字子益，號受斋，山西平陽府吉州人，軍籍，明朝政治人物、進士出身。

## 生平
嘉靖四十年（1561年）辛酉科山西鄉試第三十四名，會試第二百三十二名，萬曆二年（1574年）登甲戌科進士第三甲第一百六十七名。初官太常寺博士，八年六月考选禮科給事中，九年五月因妄議宗廟之禮，降調外任，贬曲周縣丞。遷永平府推官，歷升禮部儀制司署郎中事主事，十五年（1587年）十月升四川副使、整饬安綿石泉等處兵備。
墓在吉县行平村。

## 家族
曾祖父丁勝；祖父丁威，曾任局大使；父丁良佐，曾任恩例冠帶。母張氏；繼母郅氏；繼母張氏。